# Joanna Grzela
Joanna Grzela (ur. 30 lipca 1970 w Kielcach) – polska nauczycielka akademicka, politolożka i polityk, doktor habilitowana nauk społecznych, w latach 2001–2005 wicewojewoda świętokrzyski.

## Życiorys
W 1994 ukończyła studia politologiczne w Wyższej Szkole Pedagogicznej w Kielcach. W 2003 na Uniwersytecie Warszawskim uzyskała stopień doktora nauk humanistycznych w zakresie nauk o polityce na podstawie napisanej pod kierunkiem Grażyny Michałowskiej pracy pt. Współpraca państw w Regionie Morza Bałtyckiego na przełomie XX i XXI wieku. W 2020 habilitowała się w zakresie nauk o bezpieczeństwie na Uniwersytecie Przyrodniczo-Humanistycznym w Siedlcach na podstawie rozprawy pt. Polityka bezpieczeństwa państw nordyckich. Podjęła pracę jako nauczycielka akademicka w Wyższej Szkole Ekonomii, Prawa i Nauk Medycznych im. prof. Edwarda Lipińskiego oraz na Uniwersytecie Jana Kochanowskiego w Kielcach, gdzie w 2012 objęła stanowisko prodziekana Wydziału Zarządzania i Administracji, przekształconego w 2015 w Wydział Prawa, Administracji i Zarządzania. Później została prodziekanem Wydziału Prawa i Nauk Społecznych tej uczelni.
W latach 1994–2001 w trakcie dwóch kadencji była radną miasta Kielce, następne do 2005 pełniła obowiązki wicewojewody świętokrzyskiego. W wyborach samorządowych w 2006 bez powodzenia ubiegała się o urząd prezydenta Kielc z ramienia LiD, uzyskując 20,65% głosów. W tych samych wyborach ponownie uzyskała mandat radnej, objęła stanowisko wiceprzewodniczącej rady miasta. Reelekcję uzyskiwała kolejno w 2010 i 2014. W 2018 nie została wybrana na kolejną kadencję. Członkini Sojuszu Lewicy Demokratycznej, następnie związana z Nową Lewicą.